# أبيزمو جاي كوليت
أبيزمو جاي كوليت هو أعمق كهف في أمريكا الجنوبية، وأعمق كهف في العالم يتكون من الكوارتزيت. يقع هذا الكهف في تيبوي في شمال البرازيل بالقرب من الحدود مع فنزويلا ، وقد تم استكشاف هذا الكهف لأول مرة عن طريق ريادة الكهوف في عام 2006 على عمق 671 مترًا (2،201 قدمًا).

## وصلات خارجية
- A Ong Akakor Geographical Exploring Descobre a Caverna Mais Profunda do Mundo em Quartzito نسخة محفوظة 2016-03-03 على موقع واي باك مشين.. Ayub, Soraya; 29th Brazilian Speleological Congress, June 2007